# Ensdorf (Bayern)
Ensdorf este o comună din districtul Amberg-Sulzbach, landul Bavaria, Germania.